# مونتیویگلیو
مونتیویگلیو (به ایتالیایی: Monteveglio) یک منطقهٔ مسکونی در ایتالیا است که در استان بولونیا واقع شده‌است. مونتیویگلیو ۵٬۲۸۶ نفر جمعیت دارد و ۱۱۷ متر بالاتر از سطح دریا واقع شده‌است.